# پناهگاه صخره‌ای آوتاف ۳
پناهگاه صخره‌ای آوتاف ۳ مربوط به دوران پارینه‌سنگی جدید است و در ورودی شمالی پلدختر واقع شده و این اثر در تاریخ ۱۵ دی ۱۳۸۷ با شمارهٔ ثبت ۲۴۲۷۷ به‌عنوان یکی از آثار ملی ایران به ثبت رسیده‌است.